# シャルコー島
シャルコー島（シャルコーとう、Charcot IslandまたはCharcot Land）は、南極条約の管轄下にある無人島であり、長さは56キロメートル (30 nmi)、幅は46キロメートル (25 nmi)で、北部の沿岸部を見下ろすことのできる突出した山々を除き、氷で覆われている。シャルコー島はベリングスハウゼン海の内部、アレクサンダー島から西に102キロメートル (55 nmi)、ラタディー島から北におよそ57キロメートル (31 nmi)の場所にある。シャルコー島で注目に値する地形はその最北端にあるバード岬である。

## 歴史
シャルコー島は1910年1月11日、ジャン＝バティスト・シャルコーの率いるフランスの南極探検隊が発見した。シャルコーは船員の主張とエドウィン・スウィフト・バウチらの勧めにより、この島をシャルコー島と命名した。シャルコーの父は有名なフランスの医師、ジャン＝マルタン・シャルコーであり、この命名には父を称える目的があった。シャルコー島が島であることは1929年12月29日に周囲を飛行したヒューバート・ウィルキンスによって証明された。

### 2009年の氷橋崩壊
ウィルキンス棚氷を南極大陸の沿岸並びにシャルコー島と結ぶ氷橋の長さは40キロメートル (25 mi)であったが、幅は最も狭い部分で500メートル (1,640 ft)（1950年には100キロメートル (62 mi)あった）しかなかった。2009年4月、氷橋の20.1 by 2.4キロメートル (12.5 mi × 1.5 mi)以上の範囲が粉々になった。氷橋は急激に崩壊し、数百もの氷山となった。